# Black No.1 (Little Miss Scare-All)
Black No.1 (Little Miss Scare-All) – singel grupy Type O Negative promujący album Bloody Kisses.
Tekst, opisujący dziewczynę będącą reprezentantką subkultury gotów, zawiera odniesienia do tematów takich jak Halloween, Nosferatu i Lily Munster.

## Lista utworów
Piosenki i teksty napisał Peter Steele, o ile nie zaznaczono inaczej.
1. "Black No. 1 (Little Miss Scare-All)" (edit)
2. "Christian Woman" (edit)
3. "Summer Breeze" (Jim Seals, Dash Crofts) (edit)
  - cover zespołu Seals and Crofts
4. "We Hate Everyone" (edit)

## Twórcy
- Peter Steele – śpiew, gitara basowa, kontrabas
- Josh Silver – instrumenty klawiszowe, efekty i programowanie, śpiew
- Kenny Hickey – gitara, śpiew
- Sal Abruscato – perkusja